# Salutami Jasmine
Salutami Jasmine è il primo album della cantante Jasmine pubblicato il 2 marzo 2007 dalla Sony Music e dalla BMG, prodotto da Renato Zero.

## Il disco
Il disco, contenente 11 tracce, è il primo ed unico album della cantante Jasmine ed è stato prodotto da Renato Zero, grande amico della madre dell'artista.
Già precedentemente al 2007, Jasmine e Renato Zero avevano collaborato, ovverosia nelle tournée del cantautore romano del 2004, 2006 e 2007.
L'album contiene tra l'altro La vita subito, brano presentato al Festival di Sanremo 2007, e il primo singolo da solista dell'interprete, Nell'angolo (prodotto da Renato Zero).
Da quest'album saranno estratti altri singoli: Eurorentola e Dammi.

## Tracce
1. La vita subito - 3:50
2. Sale e miele - 3:30
3. Mondo Coatto (Coconut) - 3:14
4. Nell'angolo (featuring Renato Zero) - 4:15
5. Eurorentola - 4:00
6. Immi Ruah (cover di Renato Zero) - 3:55
7. Magari nudo - 4:44
8. Per non perderti - 4:06
9. Che mazzo - 3:55
10. Dammi - 2:52
11. Salutami Jasmine - 4:27

## Formazione
- Jasmine - voce
- Claudio Guidetti - chitarra, tastiera, pianoforte, basso
- Giorgio Cocilovo - chitarra acustica
- Fabrizio Frigeni - chitarra elettrica
- Paolo Costa - basso
- Lele Melotti - batteria

## Singoli
- Nell'angolo (ft. Renato Zero)
- Dammi
- Eurorentola
- La vita subito